# Vol (comando)

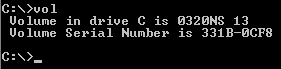
Comando vol siendo ejecutado en una linea de comandos de Windows XP

En algunos sistemas operativos (por ejemplo, DOS, OS/2 y Windows) vol es un comando que se ejecuta desde intérprete de línea de comandos (shells) como COMMAND.COM y cmd.exe. Se utiliza para mostrar la etiqueta de volumen y número de serie de una unidad lógica, como así también una partición del disco duro o un disquete, si es que existen.

## Sintaxis
```
vol [Drive:]
```

Argumentos:
- Drive: Este argumento especifica la capacidad del disco, muestra la etiqueta del volumen y número de serie.

## Ejemplos

### OS/2
```
[C:\]vol C:

El volumen de la undidad C es OS/2.
El número de serie del volumen es: 0815:1611.

```

### Windows Vista
```
C:\Users\root>vol C:
El volumen de la undidad C es Vista
El número de serie del volumen es: 080F-100B

```